# سیارک ۲۲۹۰۸
سیارک ۲۲۹۰۸ (به انگلیسی: 22908 Bayefsky-Anand، نامگذاری:1999TK27) بیست و دو هزار و نهصد و هشتمین سیارک کشف شده‌است که در ۳ اکتبر ۱۹۹۹ کشف شد.
قدر مطلق سیارک برابر ۱۷.۸ است.